# إريك إيجيوفور
إريك إيجيوفور (بالإنجليزية: Eric Ejiofor)‏ (مواليد 17 ديسمبر 1979) هو لاعب كرة قدم. يلعب مع منتخب نيجيريا لكرة القدم. سبق له أن لعب في كأس العالم لكرة القدم مع منتخب بلاده.

## روابط خارجية
- إريك إيجيوفور على موقع قاعدة بيانات كرة القدم.إي يو (الإنجليزية)
- إريك إيجيوفور على موقع ناشيونال فوتبول تيمز (الإنجليزية)
- إريك إيجيوفور على موقع Soccerway.com (الإنجليزية)
- إريك إيجيوفور على موقع عالم كرة القدم.نت (الإنجليزية)